# Vand fra Eufrat
|  | Denne artikel er oprettet af botten PalnaBot ud fra en ekstern database. Den kan derfor have sproglige fejl eller mangler. Denne skabelon kan fjernes efter kontrol af indholdet. |

Vand fra Eufrat er en virksomhedsfilm instrueret af Theodor Christensen efter eget manuskript.

## Handling
I Syrien har man gennem tusinder af år kæmpet for at skaffe vand. Hvor der er vand, er der liv, men ørkenen er en sejg og mægtig modstander. Romerne anlagde sindrige vandingsanlæg og fravristede ørkenen mange kvadratkilometer frugtbar jord, men efter deres tid forfaldt brønde og kanaler. Alt gik i stå, kun primitive vandhjul sørgede for utilstrækkelige forsyninger af det livgivende vand. Rige byer og vældige templer tørrede hen, smuldrede væk, kun sten og sand er tilbage. I de senere år har den syriske regering projekteret og udført flere store vandforsyningsanlæg. Et af de interessante er et anlæg, der pumper vand fra Eufrat 100 kilometer gennem ørkenen til Aleppo. Det er B & W motorer, der leverer kraften til at bringe Eufrats vand til den tørstende by i ørkenen.